# Port lotniczy General Santos
Port lotniczy General Santos (IATA: GES, ICAO: RPMR) – międzynarodowy port lotniczy położony w General Santos, na Filipinach.

## Linie lotnicze i połączenia
| Linia Lotnicza      | Kierunek                             |
| ------------------- | ------------------------------------ |
| Cebu Pacific        | 1. Cebu 2. Clark 3. Iloilo 4. Manila |
| PAL Express         | 1. Cebu 2. Manila                    |
| Philippine Airlines | 1. Cebu 2. Manila                    |